# Chloranthelia berggrenii
Chloranthelia berggrenii är en bladmossart som först beskrevs av Theodor Carl Karl Julius Herzog, och fick sitt nu gällande namn av Rudolf Mathias Schuster. Chloranthelia berggrenii ingår i släktet Chloranthelia och familjen Lepidoziaceae. Inga underarter finns listade i Catalogue of Life.